# Maculonaclia parvifenestrata
Maculonaclia parvifenestrata är en fjärilsart som beskrevs av Griveaud 1964. Maculonaclia parvifenestrata ingår i släktet Maculonaclia och familjen björnspinnare. Inga underarter finns listade i Catalogue of Life.